# استخدام الإيثيلين ضمن الهرمونات النباتية

يتضمن مسار تحويل إشارة الإيثيلين تخلل الإيثيلين في الغشاء الخلوي، وارتباطه بمستقبل على الشبكة الإندوبلازمية. يحرر المستقبل إنزيم EIN2 المكبوت. ثم ينشط هذا مسار تحويل الإشارة الذي ينشط الجينات التنظيمية التي تؤدي في النهاية إلى استجابة الإيثيلين. يتم بعد ذلك نسخ الحمض النووي المنشط إلى حمض نووي ريبوزي رسول، والذي يُترجم بعد ذلك إلى إنزيم وظيفي يستخدم في التخليق الحيوي للإيثيلين.

يُعرف الإيثيلين بكونه غازًا هيدروكربونيًّا غير مشبع (ألكين) يعمل بشكل طبيعي كهرمون نباتي، وهو أبسط غاز ألكين، وأول غاز معروف بأنه يعمل كهرمون.
يعمل الإيثيلين على مستويات ضئيلة طوال حياة النبات عن طريق تحفيز أو تنظيم نضج الثمار، وتفتح الأزهار، وانفصال أو تساقط الأوراق، كما أنّه يعزز في الأنواع المائية وشبه المائية من النباتات الهروب من الغمر عن طريق الاستطالة السريعة للسيقان أو الأوراق. وتعتبر استجابة الهروب هذه ذات أهمية بشكل خاص في زراعة الأرز.
تستخدم غرف إنضاج الفاكهة التجارية مولدات محفزة لإنتاج غاز الإيثيلين من الإمداد السائل بالإيثانول. ويتراوح مستوى الغاز المستخدم عادةً من 500 إلى 2000 جزء في المليون لمدة 24 إلى 48 ساعة. كما يجب توخي الحذر للتحكم في مستويات غاز ثاني أكسيد الكربون في غرف إنضاج الفاكهة عند استخدام الغاز، حيث لوحظ أن النضج عند درجة حرارة عالية (20 درجة مئوية أو 68 درجة فهرنهايت) ينتج عنه مستويات ثاني أكسيد الكربون بنسبة 10٪ خلال 24 ساعة.

## تاريخ الإيثيلين في علم الأحياء النباتية
عُرف استخدام الإيثيلين لإنضاج النباتات منذ عهد قدماء المصريين، والذين كانوا يقومون بتشريط التين لتحفيز النضوج، حيث كان الجرح يحفز إنتاج الإيثيلين من خلال الأنسجة النباتية. كما كان الصينيون القدماء يحرقون البخور في غرف مغلقة لتعزيز نضج الكمثرى. وفي عام 1864 وُجد أن تسرب الغاز من أضواء الشوارع أدى إلى توقف النمو، والتواء النباتات، وحدوث زيادة غير طبيعية في سماكة السيقان. وفي عام 1874 أكتشف أن الدخان تسبب في ازدهار حقول الأناناس، حيث يحتوي الدخان على الإيثيلين، وبمجرد إدراك ذلك استبدل الدخان بالإيثيفون، أو حمض النفثالين أسيتيك مما يؤدي إلى إنتاج الإيثيلين.

بدأت المعرفة العلمية بالإيثيلين كعامل مهم في فسيولوجيا النبات في أواخر القرن التاسع عشر. فدرس عالم النبات الروسي ديميتري نيلجوبو في عام 1896 استجابة نبات البازلاء لإضاءة الغاز الذي تسبب في حركة النبات. اكتشف نيلجوبو في عام 1901 دور الإيثيلين كمكون فعال في مصدر الضوء الذي حفز سلوك البازلاء. كما وجدت سارة داوبت أيضًا في عام 1917 أن الإيثيلين الصادر من الغاز المضيء قد حفز الانفصال في النبات. كان المزارعون في ولاية فلوريدا الأمريكية أيضًا عادةً ما ينضجون محاصيلهم في الحظائر عن طريق إضاءة مصابيح الكيروسين، والتي كان يعتقد في الأصل أنها تحفز النضج من خلال الحرارة، إلى أن اكتشف فرانك إ. ديني في عام 1924 أن جزيء الإيثيلين المنبعث من مصابيح الكيروسين هو الذي تسبب في نضج المحاصيل. كتب فرانك ديني في جريدة علم النبات:
كان الإيثيلين فعالًا جدًا في تحقيق النتيجة المرجوة، حيث كانت التركيزات منخفضة الحجم مثل جزء واحد من الإيثيلين في مليون جزء من الهواء كافية لجعل الليمون الأخضر يتحول إلى اللون الأصفر في فترة تتراوح ما بين ستة إلى عشرة أيام ... كما تسبب التلوين باستخدام الإيثيلين أو الغاز من مواقد الكيروسين في فقدان أزرار النبات، والتي تتضمن الكأس، والتخت، وجزء من السويقة ... أصبح اصفرار الفاكهة المعالجة بالإيثيلين مرئيًا في اليوم الثالث أو الرابع، وأصبح اللون أصفر بشكل كامل في غضون ستة إلى عشرة أيام، بينما ظلت الفاكهة غير المعالجة خضراء خلال نفس الفترة الزمنية.
نشر فرانك ديني في نفس العام التفاصيل التجريبية بشكل منفصل، وأظهر أيضًا بشكل تجريبي أن استخدام الإيثيلين كان أكثر فائدة من استخدام الكيروسين في إنضاج النبات. وفي عام 1934، اكتشف عالم الأحياء البريطاني ريتشارد جين أن المكونات الكيميائية في الموز الناضج يمكن أن تسبب نضج الموز الأخضر، كما يمكن أن تسبب نمو البازلاء بشكل أسرع، وأظهر أيضًا أن نفس تأثير النمو يمكن أن يسببه الإيثيلين. فسر ريتشارد جين ذلك في مجلة نيتشر أن الفاكهة الناضجة (والتي كانت التفاح في هذه الحالة) قد أنتجت الإيثيلين. جاء في مقال ريتشارد جين المنشور بمجلة نيتشر:
إن كمية الإيثيلين التي تنتجها ثمرة التفاح صغيرة جدًا ربما تصل إلى سنتيمتر مكعب واحد طوال تاريخ حياة الثمرة، وسبب نشاطها الحيوي الهائل في مثل هذا التركيز الصغير هو مسألة تحتاج لمزيد من البحث. يتوقف إنتاج الثمرة للإيثيلين أو ينخفض بشكل كبير في حالة عدم وجود الأكسجين.
وجد ريتشارد جين لاحقًا أن الإيثيلين يتم إنتاجه عن طريق فواكه أخرى أيضًا، وأن ذلك الذي حصل عليه من التفاح يمكن أن يحفز إنبات البذور ونمو النباتات في الخضروات المختلفة (ولكن ليس في الحبوب). لم تحظى استنتاجات ريتشارد جين في البداية بقبول الأوساط العلمية على مستوى العالم، بيد أنهم أصبحوا أكثر إقتناعًا عندما أفاد ويليام كروكر وألفريد هيتشكوك وبيرسي زيمرمان في عام 1935 أن الإيثيلين يعمل بشكل مشابه للأوكسينات في التسبب في نمو النبات والشيخوخة للأنسجة النباتية. وبالتالي ثبت أن الإيثيلين يعمل كهرمون نباتي.

## التخليق الحيوي للإيثيلين في النباتات

دورة يانغ

يُنتج الإيثيلين بشكل أساسي من جميع الأجزاء العليا في النباتات، والتي تشمل الأوراق، والسيقان، والجذور، والزهور، والثمار، والدرنات، والبذور. ويتم تنظيم إنتاج الإيثيلين من خلال مجموعة متنوعة من العوامل التنموية والبيئية. يُحفز إنتاج الإيثيلين على مدار حياة النبات خلال مراحل معينة من النمو مثل الإنبات، ونضج الثمار، وانفصال الأوراق، وشيخوخة الأزهار. يمكن أيضًا تحفيز إنتاج الإيثيلين من خلال مجموعة متنوعة من الظروف الخارجية مثل الجرح الميكانيكي، والضغوط البيئية، وبعض المواد الكيميائية مثل الأكسين، والمنظمات الأخرى. سُمي مسار التخليق الحيوي للإيثيلين بدورة يانغ على اسم العالم شانغ فا يانغ الذي قدم مساهمات رئيسية في توضيح هذا المسار.
يتم تخليق الإيثيلين حيويًا من تحويل ميثيونين الأحماض الأمينية إلى S-أدينوسيل الميثيونين، والذي يسمى أيضًا أدوميت، بواسطة إنزيم ميت الأدينوسيلترانسفيراز، ثم يتم بعد ذلك تحويل S-أدينوسيل الميثيونين إلى حمض 1-أمينوسيكلوبروبان 1-الكربوكسيليك عن طريق إنزيم حمض 1-أمينوسيكلوبروبان 1-الكربوكسيليك سينثاز. ويحدد إنزيم حمض 1-أمينوسيكلوبروبان 1-الكربوكسيليك سينثاز معدل إنتاج الإيثيلين، وبالتالي فإن تنظيم هذا الإنزيم هو المفتاح لتخليق الإيثيلين الحيوي. تتطلب الخطوة الأخيرة وجود الأكسجين، وتتضمن عمل إنزيم أمينوسيكلو بروبان الكربوكسيلات أوكسيداز، والذي كان يُعرف سابقًا باسم إنزيم إنتاج الإيثيلين. يمكن تحفيز التخليق الحيوي للإيثيلين أيضًا عن طريق الإيثيلين الداخلي أو الخارجي. ويزداد تخليق حمض 1-أمينوسيكلوبروبان 1-الكربوكسيليك في وجود مستويات عالية من الأكسينات، وخاصة حمض إندول الأسيتيك، والسيتوكينين.

## تصور الإيثيلين في النباتات
ينظر إلى الإيثيلين كعائلة مكونة من خمسة ثنائيات بروتين عبر الغشاء مثل بروتين ETR1 في نبات الأرابيدوبسيس. استنسخت الجينات المشفرة لمستقبلات الإيثيلين في النبات المرجعي الأرابيدوبسيس ثاليانا والعديد من النباتات الأخرى من خلال ترميز مستقبلات الإيثيلين باستخدام جينات متعددة في جينومات النبات، ويمكن أن تؤدي الطفرات الخاطئة السائدة في أي من عائلة الجينات، والتي تضم خمسة مستقبلات في نبات الأرابيدوبسيس، وستة مستقبلات على الأقل في الطماطم، إلى عدم الحساسية تجاه الإيثيلين. تؤدي طفرات فقدان الوظيفة في العديد من أعضاء عائلة مستقبلات الإيثيلين إلى نبات يعرض استجابات الإيثيلين الأساسية. حدد العلماء تسلسل الحمض النووي لمستقبلات الإيثيلين أيضًا في العديد من الأنواع النباتية الأخرى، كما حددوا البروتين الرابط للإيثيلين في البكتيريا الزرقاء.

## استجابة الإيثيلين لإجهاد الملح
يتأثر جزء كبير من التربة بالملوحة الزائدة ومن المعروف أنها تحد من نمو العديد من النباتات. كانت المساحة الإجمالية للتربة المالحة في العالم تشكل حوالي 397.000.000 هكتار، وفي قارات مثل إفريقيا تشكل نسبة التربة المالحة نحو 2٪ من التربة. بلغت نسبة تملح التربة 19.5٪ من الأراضي المروية و2.1٪ من الأراضي الزراعية الجافة حول العالم. يؤثر تملح التربة على النباتات التي تستخدم الجهد الأسموزي من خلال تراكم المواد الذائبة الصافية. ويعتبر الضغط الاسموزي في النبات هو ما يحافظ على امتصاص الماء وتسرع الخلايا للمساعدة في وظيفة الثغور والآليات الخلوية الأخرى. تكيفت العديد من الجينات النباتية على مدى أجيال مما سمح للأنماط الظاهرية للنباتات بالتغير وبناء آليات متميزة لمواجهة تأثيرات ملوحة التربة.
يعتبر هرمون الإيثيلين النباتي أحد العوامل المحاربة للملوحة في معظم النباتات. حيث ينظم الإيثيلين نمو النبات وتطوره ويتكيف مع ظروف الإجهاد من خلال مسار معقد لتوصيل الإشارات. تستخدم بروتينات الغشاء المركزي في النباتات، مثل منتج الإيثيلين المفرط 2، ومستشعر استجابة الإيثيلين 1، ومنغلق الإيثيلين 2 إشارات الإيثيلين في العديد من عمليات نمو النبات.
يُعد منتج الإيثيلين المفرط 2 بروتين يكتسب عند حدوث طفرة وظيفية لإنتاج الإيثيلين باستمرار حتى في حالة عدم وجود إجهاد، مما يتسبب في نمو النبات قصيرًا وقويًا. ويتم تنشيط مستشعر استجابة الإيثيلين 1 عندما يكون الإيثيلين موجودًا في مسار الإشارة وعند تحوله، فإنه يفقد وظيفته ولا يمكنه الارتباط بالإيثيلين، مما يعني أن الاستجابة للإيثيلين لم يعد من الممكن تنشيطها أبدًا ولن يكون النبات قادرًا على التعامل مع الإجهاد اللاحيوي. أما منغلق الإيثيلين 2 فهو بروتين ينشط المسار وعندما يكون هناك طفرة ما، فإن منغلق الإيثيلين 2 سوف يمنع تحفيز الإيثيلين، ولن ينشط جين الاستجابة للإيثيلين.
يمكن أن تؤدي الطفرات في هذه البروتينات إلى زيادة الحساسية للملوحة والحد من نمو النبات. تمت دراسة تأثيرات الملوحة على نبات الأرابيدوبسيس التي تحوّرت فيها البروتينات مستشعر الإيثيلين 1، ومنغلق الإيثيلين 4. تُستخدم هذه البروتينات لإعادة إشارة الإيثيلين مرة أخرى إلى ظروف إجهاد معينة، يسمح الملح ومركب حمض 1-أمينوسيكلوبروبان-1 الكربوكسيليك المركب الطليعي للإيثيلين بقمع أي حساسية لإجهاد الملح. يمكن أن تسبب الطفرات في هذه المسارات نقصًا في إشارات الإيثيلين مما يتسبب في توقف نمو النبات وتطوره.

## تحفيز العوامل البيئية لإنتاج الإيثيلين
يمكن أن تؤدي التغيرات البيئية مثل الفيضانات والجفاف والتبريد والتشريط وهجوم العوامل الممرضة إلى تكوين الإيثيلين في النباتات. تعاني الجذور في حالة الفيضان من نقص الأكسجين مما يؤدي إلى تخليق حمض 1-أمينوسيكلوبروبان-1 الكربوكسيليك. ينتقل مركب حمض 1-أمينوسيكلوبروبان 1-الكربوكسيليك إلى أعلى في النبات ثم يتأكسد في الأوراق. ويتسبب الإيثيلين الناتج في حركات جيمناستيكية للأوراق، وربما يساعد النبات على فقد كمية أقل من الماء تعويضًا عن زيادة مقاومة نقل الماء من خلال الجذور التي تعاني من نقص الأكسجين.

## شيخوخة التويج
يشير تويج النبات إلى مجموعة بتلاته. ينقسم تطور التويج في النباتات إلى عدة مراحل بدءًا من التخليق إلى ذبول التويج، ويوجه الإيثيلين جزئيًا تطور التويج خلال هذه المراحل، إلا أن تركيزه يصل إلى أعلى مستوياته عند تخصيب النبات، إذ لم يعد النبات يتطلب إنتاج أو صيانة الهياكل والمركبات التي تجذب الملقحات. ويكون دور الإيثيلين في الدورة التنموية للنبات هو كمدير هرموني لحدوث الشيخوخة في أنسجة التويج. يتضح هذا من تزايد إنتاج الإيثيلين وانبعاثاته في مراحل النمو من بعد التلقيح، وحتى ذبول التويج. يمكن ملاحظة تأثير الإيثيلين كموجه لأنسجة التويج نحو الشيخوخة من خلال تغير في لون التويج، أو ذبول أو موت أنسجة التويج. وعلى المستوى الكيميائي، يعادل الإيثيلين انخفاض كمية العطور المتطايرة. تعمل مواد العطور المتطايرة في الغالب على جذب الملقحات. ويتمثل دور الإيثيلين في هذا المسار التطوري في إبعاد النبات عن حالة جذب الملقحات، وبالتالي يساهم أيضًا في تقليل إنتاج هذه المواد المتطايرة.
لا يتسبب إنتاج الإيثيلين في أنسجة التويج مباشرة في حدوث الشيخوخة للأنسجة، ولكنه يعمل على إطلاق منتجات ثانوية تتوافق مع شيخوخة الأنسجة. يمكن تأكيد دور الإيثيلين كهرمون موجه للشيخوخة من خلال استجابة التبغية الحساسة للإيثيلين لتفكيك للإيثيلين على الرغم من أن آلية تأثير الإيثيلين على شيخوخة النبات لا تزال غير واضحة. كان تفكيك جينات التخليق الحيوي للإيثيلين متوافقة مع زيادة طول عمر التويج، وبالعكس، كان التنظيم الأعلى لعوامل النسخ الجيني للتخليق الحيوي للإيثيلين متسقًا مع شيخوخة التويج بمعدلات أسرع.

### قائمة استجابات النبات للإيثيلين
- تستجيب الشتلة استجابة ثلاثية تتمثل في زيادة سماكة وتقصير الجذر الجنيني، مع ظهور قمم خطافية واضحة.[28]
- تحفيز استطالة الجذر الجنيني لنبات الأرابيدوبسيس.[29]
- عندما jصل حبوب اللقاح إلى الميسم في عملية التلقيح يفرز في البتلة المركب الطليعي للإيثيلين، وهو حمض 1-أمينوسيكلوبروبان 1-الكربوكسيليك، ومن ثم يطلق حمض 1-أمينوسيكلوبروبان 1-الكربوكسيليك الإيثيلين والأمينو سيكلو بروبان كربوكسيلات أوكسيداز.
- يحفز شيخوخة الأوراق.
- يتحكم في تثبيط نمو الجذور في التربة المضغوطة.[30]
- يحفز شيخوخة خلايا النسيج الوعائي الخشبي الناضج استعدادًا للاستخدام النباتي.
- يحث على انفصال الأوراق.[31]
- يحث على إنبات البذور.
- يحفز نمو تشعر الجذور ويزيد من كفاءة امتصاص الماء والمعادن.
- يحث على نمو الجذور العرضية أثناء الفيضانات.
- يحفز البقاء على قيد الحياة في ظل ظروف انخفاض الأكسجين (نقص الأكسجة) في أنسجة النبات المغمورة.[32][33][34][35]
- يحفز عملية إزالة التشعر وتنمو سويقات الأوراق، وتتدلى الأوراق لأسفل وتتجعد في نفسها.
- يحفز نضج الثمار.
- يؤدي إلى ارتفاع حاد في التنفس الخلوي في بعض الثمار مما يؤدي إلى إطلاق المزيد من الإيثيلين.
- يؤثر على الانتحاء الأرضي.
- يحفز التمايل في النباتات.
- يمنع نمو الجذع، ويحفز توسيع الخلايا الجذعية ونمو الفروع الجانبية خارج مرحلة الشتلات.
- التداخل مع نقل الأوكسين (بتركيزات أوكسين عالية)
- يمنع نمو البراعم وإغلاق الثغور إلا في بعض النباتات المائية أو الأنواع المغمورة عادة مثل الأرز على سبيل المثال حيث يحدث العكس لتحقيق هروب تكيفي من الغمر.[36]
- يحث على الإزهار في الأناناس.
- يمنع بدء الزهرة المستحثة لمدة يوم قصير في الفاربيتوس،[37] والأقحوان.[38]

### المشكلات التجارية
يقصر الإيثيلين العمر الافتراضي للعديد من أنواع الثمار عن طريق تسريع نضج الثمار وتسريع شيخوخة الأزهار. كما يقصر الإيثيلين العمر الافتراضي للزهور المقطوفة، ونباتات الأصص عن طريق تسريع شيخوخة الأزهار، وانحراف الأزهار. تنتج الأزهار والنباتات التي تتعرض للإجهاد أثناء الشحن أو المناولة أو التخزين الإيثيلين مما يؤدي إلى انخفاض كبير في عرض الأزهار. وتشمل الأزهار التي تتأثر بالإيثيلين القرنفل، والعيهون، والتبغية، والورد، وغيرها الكثير.
يمكن أن يتسبب الإيثيلين في خسائر اقتصادية كبيرة لبائعي الزهور والأسواق والموردين والمزارعين. طور الباحثون عدة طرق لتثبيط الإيثيلين من خلال تثبيط تخليق الإيثيلين، أو تثبيط الاستجابة للإيثيلين، وتُعتبر مركبات أمينو إيثوكسي فاينيل الغلايسين، وحمض الأمينوكسي أسيتيك، وأملاح الفضة من مثبطات الإيثيلين. ويعتبر منع تخليق الإيثيلين أقل فاعلية لتقليل خسائر ما بعد الحصاد حيث أن الإيثيلين المنبعث من مصادر أخرى يمكن أن يكون له تأثير أيضًا، ولكن من خلال تثبيط الاستجابة للإيثيلين، لا تستجيب الفواكه والنباتات والزهور للإيثيلين المنتج داخليًا أو من مصادر خارجية. وتحتوي مثبطات الاستجابة للإيثيلين على مركبات لها شكل مشابه للإيثيلين، ولكنها لا تثير استجابة الإيثيلين مثل مركب 1-ميثيل حلقي البروبين.
يستخدم مزارعو البروميلياد التجاريون ومزارعو نباتات الأناناس الإيثيلين للحث على الإزهار، حيث يمكن حث النباتات على الإزهار إما عن طريق المعالجة بالغاز في حجرة أو بوضع قشر الموز بجوار النبات في منطقة مغلقة.
يتأخر ازدهار الأقحوان بسبب غاز الإيثيلين، وقد وجد المزارعون أن مواقد ثاني أكسيد الكربون، وأبخرة العادم الناتجة عن السخانات الزجاجية غير الفعالة يمكن أن ترفع تركيز الإيثيلين إلى 0.05 جزء من المليون، مما يتسبب في تأخير ازدهار المحاصيل التجارية.